# رائول دیه‌گو
رائول دیه‌گو ایزکیردو (انگلیسی: Raúl Diago Izquierdo زاده ۱ ژوئن ۱۹۶۵) بازیکن بازنشسته والیبال اهل کوبا است. 
دیه‌گو در سه المپیک (۱۹۹۲، ۱۹۹۶ و ۲۰۰۰) در ترکیب تیم ملی کوبا حضور داشت و در المپیک ۹۸ نیز مدال برنز را به گردن آویخت. وی در مسابقات قهرمانی جهان ۱۹۹۰ و ۱۹۹۸ به عنوان بهترین پاسور انتخاب شد.